# John Fox
John J. Fox, (nacido el 16 de julio de 1965 en Filadelfia, Pensilvania) es un exjugador de baloncesto estadounidense. Su puesto natural en la cancha era el de alero.

## Trayectoria
[actualizar]